# Fernando Vérgez Alzaga
Fernando Vérgez Alzaga (Salamanca, 1º marzo 1945) è un cardinale e arcivescovo cattolico spagnolo, dal 1º marzo 2025 presidente emerito del Governatorato dello Stato della Città del Vaticano e della Pontificia commissione per lo Stato della Città del Vaticano.

## Biografia
Fernando Vérgez Alzaga è nato il 1º marzo 1945 a Salamanca, città capoluogo dell'omonima provincia e diocesi, nella parte centro occidentale dell'allora Spagna franchista (oggi Regno di Spagna).

### Formazione e ministero sacerdotale
Dopo aver ricevuto la formazione primaria e quella secondaria, conseguendo il diploma, ha deciso di entrare nei Legionari di Cristo, congregazione fondata nel 1941 a Città del Messico da Marcial Maciel Degollado; ha emesso la professione solenne il 25 dicembre 1965, all'età di vent'anni, e sentendo maturare la vocazione al sacerdozio si è poi iscritto in seminario.
Al termine del quinquennio di formazione, ventiquattrenne, è stato ordinato diacono il 15 settembre 1969, a Monticchio di Massa Lubrense, da Raffaele Pellecchia, arcivescovo titolare di Arpi e coadiutore di Sorrento, mentre il 26 novembre seguente ha ricevuto l'ordinazione sacerdotale, nella basilica di Nostra Signora di Guadalupe e San Filippo a Roma, per imposizione delle mani del cardinale Ildebrando Antoniutti, prefetto della Congregazione per i religiosi e gli istituti secolari; tra gli altri, insieme a lui è stato ordinato anche il compagno legionario e futuro vescovo Brian Farrell.
Poco dopo si è trasferito nella capitale italiana, dove ha frequentato la Pontificia Università Gregoriana, conseguendo prima la licenza in filosofia e poi quella in teologia; in seguito si è iscritto al corso di archivistica tenuto presso la scuola dell'Archivio segreto vaticano, ottenendo il diploma.
Il 1º agosto 1972 è entrato in servizio presso la Curia romana come officiale della Congregazione per i religiosi e gli istituti secolari ed alla fine del 1975 il nuovo prefetto del dicastero, l'arcivescovo e futuro cardinale Eduardo Francisco Pironio, lo ha scelto come proprio segretario particolare. Nell'aprile 1984, quando il porporato argentino è stato trasferito all'ufficio di presidente del Pontificio consiglio per i laici, anche padre Vérgez Alzaga lo ha seguito e vi ha prestato servizio come aiutante di studio per vent'anni; al contempo è rimasto segretario del cardinale Pironio fino alla sua morte, avvenuta il 5 febbraio 1998.
Il 22 maggio 2004 papa Giovanni Paolo II lo ha nominato, cinquantanovenne, capo ufficio nella sezione ordinaria dell'Amministrazione del patrimonio della Sede Apostolica e dal giugno seguente è divenuto anche direttore generale dell'ufficio Internet in seno allo stesso organismo.
Il 1º febbraio 2008 papa Benedetto XVI lo ha nominato, sessantaduenne, direttore delle telecomunicazioni dello Stato della Città del Vaticano; il 6 febbraio 2013 lo ha confermato per un ulteriore quinquennio.
Il 27 agosto 2013 è stato ricevuto in udienza presso la Domus Sanctae Marthae da papa Francesco, che il 30 agosto lo ha nominato, sessantottenne, segretario generale del Governatorato dello Stato della Città del Vaticano; è succeduto a Giuseppe Sciacca, nominato segretario aggiunto del Supremo tribunale della Segnatura apostolica il 24 agosto precedente.

### Ministero episcopale e cardinalato

Stemma da vescovo.

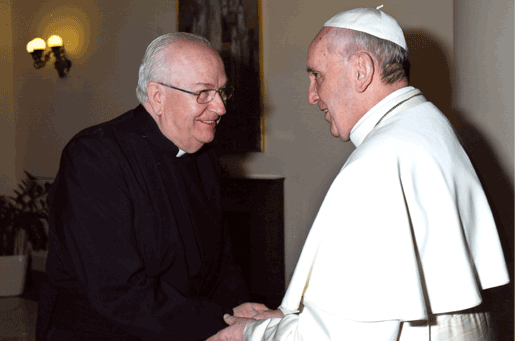
Mons. Vérgez Alzaga con papa Francesco il 17 ottobre 2013.

Il 15 ottobre successivo papa Francesco lo ha elevato alla dignità episcopale assegnandogli la sede titolare di Villamagna di Proconsolare. Ha ricevuto la consacrazione episcopale il 15 novembre successivo, nella basilica di San Pietro in Vaticano, per imposizione delle mani dello stesso pontefice, avendo come co-consacranti il cardinale Giuseppe Bertello, presidente del Governatorato e della Pontificia commissione per lo Stato della Città del Vaticano, e Brian Farrell, L.C., vescovo titolare di Abitine e segretario del Pontificio consiglio per la promozione dell'unità dei cristiani. Come suo motto episcopale ha scelto Christus in vobis spes gloriæ, che tradotto vuol dire "Cristo è in voi la speranza della gloria" (Colossesi 1, 27) ed era lo stesso del cardinale Pironio.
Gli è stata conferita dal papa la cura spirituale dei dipendenti del Vaticano, fino ad allora affidata al cardinale Angelo Comastri, vicario generale per la Città del Vaticano ed arciprete della basilica di San Pietro in Vaticano.
Il 26 novembre 2015 ha firmato per parte della Santa Sede, presso il Palazzo del Governatorato, il protocollo d'intesa tra il Governatorato dello Stato della Città del Vaticano ed il Ministero dei beni e delle attività culturali e del turismo della Repubblica Italiana, che stabilisce la mutua cooperazione per proteggere e valorizzare il Centro storico di Roma, le proprietà extraterritoriali della Santa Sede nella città e la Basilica di San Paolo fuori le mura, inserito nella Lista dei patrimoni dell'umanità, istituendo anche un gruppo di coordinamento transfrontaliero.
Il 23 gennaio 2017, in qualità di direttore delle telecomunicazioni, ha tenuto la conferenza per la presentazione del nuovo sito web dei Musei Vaticani assieme a Dario Edoardo Viganò e a Barbara Jatta.
Il 18 giugno 2020, come membro del tavolo interdicasterale della Santa Sede sull'ecologia, è intervenuto durante la presentazione del documento "In cammino per la cura della casa comune – A cinque anni dalla Laudato si'". Il 29 settembre successivo il papa lo ha nominato anche membro della Commissione di materie riservate.
L'8 settembre 2021 papa Francesco lo ha nominato, settantaseienne, presidente della Pontificia commissione per lo Stato della Città del Vaticano e del Governatorato dello Stato della Città del Vaticano, elevandolo in pari tempo alla dignità di arcivescovo a titolo personale; è succeduto al settantanovenne cardinale Giuseppe Bertello. Ha iniziato ufficialmente i nuovi incarichi il 1º ottobre del medesimo anno.
Il 29 maggio 2022, al termine del Regina Caeli, papa Francesco ha annunciato la sua creazione a cardinale; nel concistoro del 27 agosto seguente lo ha creato cardinale diacono di Santa Maria della Mercede e Sant'Adriano a Villa Albani. Il 29 gennaio 2023 ha preso possesso della diaconia.
Il 1º marzo 2025 ha compiuto ottant'anni e, in base a quanto disposto dalla costituzione apostolica Universi Dominici Gregis di papa Giovanni Paolo II del 1996, è uscito dal novero dei cardinali elettori. Nello stesso giorno è cessato dalle funzioni di presidente del Governatorato dello Stato della Città del Vaticano e della Pontificia commissione per lo Stato della Città del Vaticano, come annunciato da papa Francesco il 15 febbraio precedente; gli è subentrata in entrambi gli incarichi suor Raffaella Petrini, F.S.E.

## Genealogia episcopale
La genealogia episcopale è:
- Cardinale Scipione Rebiba
- Cardinale Giulio Antonio Santori
- Cardinale Girolamo Bernerio, O.P.
- Arcivescovo Galeazzo Sanvitale
- Cardinale Ludovico Ludovisi
- Cardinale Luigi Caetani
- Cardinale Ulderico Carpegna
- Cardinale Paluzzo Paluzzi Altieri degli Albertoni
- Papa Benedetto XIII
- Papa Benedetto XIV
- Papa Clemente XIII
- Cardinale Bernardino Giraud
- Cardinale Alessandro Mattei
- Cardinale Pietro Francesco Galleffi
- Cardinale Giacomo Filippo Fransoni
- Cardinale Carlo Sacconi
- Cardinale Edward Henry Howard
- Cardinale Mariano Rampolla del Tindaro
- Cardinale Antonio Vico
- Arcivescovo Filippo Cortesi
- Arcivescovo Zenobio Lorenzo Guilland
- Vescovo Anunciado Serafini
- Cardinale Antonio Quarracino
- Papa Francesco
- Cardinale Fernando Vérgez Alzaga, L.C.

## Araldica

Stemma del cardinale Pironio

Stemma del cardinale Vérgez Alzaga

Lo stemma del cardinale Vérgez Alzaga è quasi identico a quello del cardinale Eduardo Francisco Pironio.
Egli, infatti, ha voluto omaggiare araldicamente il porporato argentino, al quale era particolarmente legato e di cui era stato segretario personale per moltissimi anni. Il motto è uguale per entrambi.

Mettendo a confronto i due stemmi si notano le seguenti differenze: la forma dello scudo, le gemme sulla croce astile, il tipo di croce astile, la fiamma posta sopra lo scudo e il colore della stella.